# Església vella de Sant Pere
Sant Pere i Sant Sadurní o Església vella de Sant Pere és una església, protegida com a bé cultural d'interès local, fora del nucli urbà de Mirambell, vora la carretera d'accés al poble i integrada dins del conjunt del cementiri local. obra de Calonge de Segarra (Anoia) La primera notícia es documenta l'any 1039. El 1143, es realitzà una reconstrucció de l'edifici, i va ser dedicada a les advocacions de Sant Pere i Sant Sadurní. A partir de la construcció de la nova església parroquial de Sant Pere (1890), situada dins del nucli urbà de Mirambell, aquesta església restà sense culte i s'abandonà. Actualment es fa culte ocasionalment.
Es tracta d'un edifici d'una sola nau, planta rectangular, coberta interior amb volta de canó, capelles laterals bastides en els murs laterals i capçada amb absis semicircular. La capçalera presenta una coberta interior amb volta d'un quart d'esfera. La coberta exterior de l'edifici es presenta a doble vessant realitzada amb teula àrab.
La primitiva estructura de l'església, es veu alterada per la inclusió de dos nínxols, oberts ambdós murs laterals exteriors de l'edifici i que s'utilitzen per incloure els propis nínxols funeraris del cementiri del poble.
A la façana de ponent, s'obre l'actual porta d'ingrés a l'edifici, d'estructura allindada i ambdós brancals obrats amb grans carreus de pedra. Damunt de la mateixa es dibuixa un arc de descàrrega i l'obertura d'una finestra espitllada, descentrada. Coronant la mateixa façana, les restes d'un campanar d'espadanya, parcialment enderrocat.
Finalment, l'obra presenta un parament paredat amb grans bloc de pedra, així com l'ús de carreus ambdós brancals de la porta d'ingrés. També hi ha sectors amb presència d'arrebossat emblanquinat, concretament a les zones emprades pels nínxols funeraris del cementiri.